# 非表象理論
非表象理論（ひひょうしょうりろん、Non-representational theory）とは、英語圏の人文地理学において発展した理論である。言語や図像といった「表象を超えて」、情動や身体的実践から人間の社会的行為を分析する点が特徴である。しばしば、NRTと略称される。 
ナイジェル・スリフト（ウォーリック大学）によって提唱され、J.D.デューズベリー（ブリストル大学）、デレク・マコーマック（オックスフォード大学）、Paul Harrison（ダラム大学）、John Wylie（エクセター大学）、そしてそれぞれの研究者の指導学生たちによって展開されてきた。

## 概要
非表象理論は、社会的関係の研究や表現よりも「実践」に焦点を当てている。マコーマックは、非表象理論の特徴について、次のように述べる。「第一に、意識的で反射的な思考の前に生じるプロセスを評価する。そして第二に、世界から知識を抜き取るための主要な認識論的手段として、表象を優先させないことの必要性を主張する」。最近の研究では、ダンス、ミュージカルパフォーマンス、ウォーキング、ガーデニング、レイヴ（音楽）、音楽を聴くこと、子供たちの遊びなど、さまざまな活動が検討されている。

## 背景
非表象理論はポスト構造主義的な理論であるが、これは、物理学者であり哲学者でもあるニール・ボーアや、ミシェル・フーコー、ジル・ドゥルーズ、フェリックス・ガタリ、ブルーノ・ラトゥール、ミシェル・セール、カレン・バラッドなどの思想家、そしてマルティン・ハイデガーやモーリス・メルロー＝ポンティなどの現象学者たちの考えから影響を受けている。ごく最近では、政治学（ラディカル・デモクラシーについての考えなど）や、人間の生命の物質的側面についての人類学的議論からの見方について考察がされている。これは、サラ・ワットモアによって開発された「ハイブリッド地理」の概念と類似している。

## 評価と批判
スリフトは、自身の理論について「社会科学と人文科学の精神と目的の多くを覆す」可能性があると主張しているが、現在のところ、非表象理論は人文地理学においても主流の理論とはなっていない。
また、スリフトの「非表象理論」という用語の使用に対し、問題点を指摘し、また別の非表象理論が展開する可能性を指摘する批評家も存在する。リチャード・G・スミスによれば、例えばボードリヤールの作品は「非表象理論」と見なすことができると述べ、議論を呼んだ。2005年には、ヘイデン・ロリマー（グラスゴー大学）が、「表象以上の（more-than-representational）」という用語がより適切であると述べた。